# Liste von Brücken in Hamburg/M

## M
| Foto | Name, Kurzbeschreibung | Nutzung   | (Erst)Bau | Stadtteil, Lage                                                  |
| ---- | --- | --------- | --------- | ---------------------------------------------------------------- |
|      | Magdeburger Brücke führt die Versmannstraße über den Magdeburger Hafen; (Hafenbrücke) | Straße    |           | HafenCity (53° 32′ 28″ N, 10° 0′ 3″ O)                           |
|      | Mahatma-Gandhi-Brücke (M447) Diese nach dem indischen Politiker benannte Brücke verbindet zwischen Kaiserkai und Sandtorkai und überquert den Sandtorhafen. | Straße    |           | HafenCity (53° 32′ 31″ N, 9° 59′ 7″ O)                           |
|      | Manilabrücke Fußgängerbrücke über den Überseering. Die Brücken der City Nord sind nach überseeischen Handelszentren benannt. | Fußweg    |           | Winterhude (53° 36′ 25″ N, 10° 1′ 22″ O)                         |
|      | Mansteinbrücke Mit der Mansteinbrücke quert die gleichnamige Straße den Isebekkanal. | Straße    |           | Eimsbüttel, Harvestehude (53° 34′ 34″ N, 9° 58′ 13″ O)           |
|      | Maria-Louisen-Brücke Die Maria-Louisen-Brücke führt die gleichnamige Straße über den Leinpfadkanal in Hamburg-Winterhude. | Straße    |           | Winterhude (53° 35′ 5″ N, 9° 59′ 53″ O)                          |
|      | Marion-Gräfin-Dönhoff-Brücke Die Fußbrücke verbindet die Alsterarkaden mit dem Alten Wall über die Alster. | Fußweg    | 2018      | Hamburg-Altstadt, Neustadt (53° 33′ 4″ N, 9° 59′ 26″ O)          |
|      | Marktkanalbrücke verfüllt, nur noch ein Rohrdurchlass vorhanden; führte die Peutestraße über den Marktkanal | Straße    |           | Veddel (53° 31′ 39″ N, 10° 1′ 31″ O)                             |
|      | Maurienstraßenbrücke Die Brücke führt über den Osterbekkanal und verbindet die Maurienstraße zwischen den Stadtteilen Barmbek-Nord und Barmbek-Süd. | Fußweg    | 2022      | Barmbek-Nord, Barmbek-Süd (53° 35′ 2″ N, 10° 2′ 46″ O)           |
|      | Maxstraßenbrücke Mit dieser Brücke quert die gleichnamige Straße den Eilbekkanal. Die Brücke steht unter Denkmalschutz. | Straße    |           | Barmbek-Süd, Eilbek (53° 34′ 22″ N, 10° 2′ 50″ O)                |
|      | Meenkbrücke Über die Meenkbrücke quert die Straße Meenkwiese die Alster. Die Brücke steht unter Denkmalschutz. | Straße    |           | Eppendorf, Winterhude (53° 35′ 56″ N, 9° 59′ 29″ O)              |
|      | Mellingbekbrücke (M389) Die Straße Poppenbüttler Berg quert mit dieser Brücke die Mellingbek westlich der Alsterschleife in Poppenbüttel. | Straße    | 1977      | Poppenbüttel, Lemsahl-Mellingstedt (53° 40′ 16″ N, 10° 5′ 16″ O) |
|      | Metzgerbrücke Mit dieser Brücke quert die Wilhelm-Metzger-Straße die Alster zwischen Inselkanal und Skagerrakkanal in Alsterdorf. | Straße    |           | Alsterdorf (53° 36′ 22″ N, 9° 59′ 42″ O)                         |
|      | Michaelisbrücke (M182) Eine Fußgängerbrücke über das Herrengrabenfleet. An dieser Stelle stand ursprünglich eine in den 80er Jahren des 19. Jahrhunderts erbaute Straßenbrücke, die im Zweiten Weltkrieg zerstört würde.                                                                                           |           |           | Neustadt (53° 32′ 58″ N, 9° 59′ 4″ O)                            |
|      | Mittelkanalbrücke Diese Brücke quert den Sonninkanal an seiner Einmündung in den Mittelkanal. |           |           | Hammerbrook (53° 32′ 45″ N, 10° 1′ 1″ O)                         |
|      | Mittlerer-Landweg-Brücke Diese Brücke quert den Südlichen Bahngraben nahe der S-Bahn-Station Mittlerer Landweg. | Straße    |           | Allermöhe, Billwerder (53° 29′ 39″ N, 10° 7′ 39″ O)              |
|      | Moorfleeter Autobahnbrücke Norderelbbrücke im Zuge der A 1 | Autobahn  | 1962      | Moorfleet, Wilhelmsburg                                          |
|      | Moorfleeter Brücke Die Brücke ist nach der Moorfleeter Straße benannt. Sie quert mit dieser die Bundesstraße 5. | Straße    | 1969      | Billstedt (53° 32′ 20″ N, 10° 5′ 59″ O)                          |
|      | Moorfurthbrücke Die Brücke überquert den Goldbekkanal und verbindet den Poßmoorweg mit dem Goldbekufer. | Straße    |           | Winterhude (53° 35′ 5″ N, 10° 0′ 35″ O)                          |
|      | Moorkanalbrücke Mit dieser Brücke quert die Hovestraße den Moorkanal. Die Brücke steht unter Denkmalschutz. | Straße    |           | Veddel (53° 31′ 7″ N, 10° 2′ 36″ O)                              |
|      | Moorreyenbrücke über den Raakmoorgraben | Straße    |           | Langenhorn (53° 38′ 41″ N, 10° 1′ 30″ O)                         |
|      | Moorstraßenbrücke Eine Brücke über dem Bahnhofskanal. Sie ist nach dem Moorweg benannt, der östlich vom Seevekanal durchs Moor führt. | Straße    |           | Harburg (53° 27′ 26″ N, 9° 59′ 18″ O)                            |
|      | Moorwerder Autobahnbrücke Süderelbbrücke im Zuge der A 1 | Autobahn  |           | Wilhelmsburg, Harburg (53° 28′ 27″ N, 10° 1′ 23″ O)              |
|      | Moses-Mendelsohn-Brücke (M433) Eine Fußgängerbrücke über die südliche Rampe der Seehafenbrücke. Benannt nach dem Philosophen Moses Mendelssohn. |           |           | Harburg (53° 27′ 47″ N, 9° 58′ 38″ O)                            |
|      | Müggenburger Hafenbahnbrücke Die Brücke quert die Müggenburger Durchfahrt in der Nähe der S-Bahn-Station Veddel-Ballinstadt. | Eisenbahn |           | Kleiner Grasbrook (53° 31′ 19″ N, 10° 0′ 39″ O)                  |
|      | Müggenburger Zollhafenbrücke Der gleichnamige Zollhafen, über den die Brücke führt, verbindet den Spreehafen und den Müggenburger Kanal. | Straße    |           | Veddel (53° 31′ 19″ N, 10° 1′ 29″ O)                             |
|      | Muharrem-Acar-Brücke Die Brücke wurde nach einem türkischen Einwanderer benannt, um durch ihn stellvertretend eine Einwanderergeneration zu ehren. | Fußweg    |           | Wilhelmsburg (53° 29′ 52″ N, 10° 0′ 22″ O)                       |
|      | Mühlenbachbrücke Die Mühlenbachbrücke quert die Glinder Au im Stadtteil Billstedt. |           |           | Billstedt (53° 31′ 48″ N, 10° 7′ 47″ O)                          |
|      | Mühlenbrücke Die Mühlenbrücke quert das Mönkedammfleet im Verlauf des Großen Burstah. Der Name der Brücke erinnert an die um 1200 hier errichtete erste Wassermühle Hamburgs, auch als Rats- oder Niedermühle bezeichnet zur Unterscheidung von der 1265 nahe der heutigen Reesendammbrücke errichteten Obermühle. | Straße    |           | Hamburg-Altstadt (53° 32′ 56″ N, 9° 59′ 28″ O)                   |
|      | Mühlenkampbrücke Bogenbrücke, die Uhlenhorst und Winterhude verbindet. Sie ist nach dem Mühlenkamp benannt. | Straße    | 1900      | Winterhude, Uhlenhorst (53° 34′ 46″ N, 10° 0′ 48″ O)             |
|      | Mühlenstraßenbrücke Das Wehr unterhalb der Mühlenstraßenbrücke begrenzt den Mühlenteich und markiert das Ende der Wandse, dahinter beginnt die Eilbek. | Straße    |           | Wandsbek (53° 34′ 30″ N, 10° 3′ 32″ O)                           |
|      | Mundsburger Brücke Mit 55 Metern Breite ist die Mundsburger Brücke die breiteste Straßenbrücke in Hamburg. Ihr fehlen 15 Meter, um als Tunnel gelten zu können. Die Brücke steht unter Denkmalschutz. | Straße    |           | Uhlenhorst, Hohenfelde (53° 33′ 56″ N, 10° 1′ 11″ O)             |